# Газопереробний завод Буруллус
Газопереробний завод Буруллус – інфраструктурний об'єкт нафтогазової промисловості Єгипту, розташований у північно-західній частині дельти Нілу.
У 2000-х роках почався видобуток на ліцензійному блоці West Delta Deep Marine (WDDM), консорціум інвесторів якого спершу очолювала BG Group, а потім Shell. Для видачі звідси продукції спорудили трубопровідну систему WDDM – Буруллус, що подала ресурс на майданчик нового газопереробного заводу Буруллус, розташованого на схід від Александрії в районі Ідку.
Перша черга ГПЗ, розрахована на обслуговування введених у 2003-му родовищ Скараб/Саффрон, мала пропускну здатність у 16,9 млн м3 на добу та повинна була вилучати 3 тисячі барелів конденсату.
У 2005-му ввели в дію родовища Сіміан/Сієна та Сапфір, у комплексі з якими запустили ще дві черги ГПЗ пропускною здатністю по 18,8 млн м3. Таким чином, загальна потужність заводу досягнула 54,5 млн м3 на добу.
Видача підготованого газу можлива по трубопроводам Ідку – Абу-Хоммос, Ідку – Дум’ят (поява останнього, зокрема, мала за мету живлення заводу зі зрідження газу SEGAS LNG, для якого ГПЗ Буруллус певний час був одним з головних джерел ресурсу), Ідку – Меадія, а також до заводу зі зрідження газу в самому Ідку (став до ладу в 2005 – 2006 роках). 
Конденсат перекачують по спеціалізованому трубопроводу довжиною 105 км та діаметром 300/250 мм (до/після Даманхура), кінцевим пунктом якого є нафтопереробний завод у Танті.
Станом на середину 2010-х унаслідок природнього виснаження родовищ завод вже не був завантажений в повному обсязі. Як наслідок, уклали контракт з компанією BP, яка опікувалась реалізацією проекту West Nile Delta, щодо підготовки на ГПЗ Буруллус продукції родовищ Таурус та Лібра за ціною 10,6 долара США за тисячу кубічних метрів. Подача ресурсу за цим контрактом почалась у 2017-му році (можливо відзначити, що для роботи з продукцією інших родовищ проекту BP викупила сусідній ГПЗ Розетта).